# Rhytiphora vestigialis
Rhytiphora vestigialis är en skalbaggsart som först beskrevs av Francis Polkinghorne Pascoe 1864.  Rhytiphora vestigialis ingår i släktet Rhytiphora och familjen långhorningar. Inga underarter finns listade i Catalogue of Life.